# Campo de Gurs
El campo de Gurs (en francés: camp de Gurs o camp des basques a efectos administrativos franceses) fue un campo de refugiados construido en el año 1939 en la comuna francesa homónima por las autoridades de la Tercera República a fin de acoger combatientes republicanos españoles y voluntarios de las Brigadas Internacionales que, tras la derrota de la Segunda República, habían traspasado la frontera con Francia y que, a partir de 1940 durante la Segunda Guerra Mundial, pasó a desempeñar la función de campo de concentración.
Por su proximidad al País Vasco, estaba previsto para albergar a refugiados procedentes de esta región, tras la caída del frente de Cataluña. Sin embargo, ante la avalancha de refugiados españoles que entraban en Francia por esta frontera, las autoridades francesas tuvieron que ampliar el campo e internaron en él a toda clase de combatientes procedentes de la España republicana.
Al comenzar la Segunda Guerra Mundial, el gobierno francés internó en él a ciudadanos alemanes y de otros países considerados afines a este, así como a franceses considerados peligrosos por sus ideas políticas y a presos por delitos comunes trasladados desde cárceles cercanas al frente de guerra.
Tras el armisticio firmado con la Alemania Nazi en 1940 por el gobierno de Vichy, fue empleado como campo de concentración para judíos de cualquier nacionalidad, excepto francesa, personas consideradas peligrosas por el gobierno y durante un breve tiempo también para acoger un transporte de judíos alemanes enviados aquí desde Alemania por el gobierno nazi mientras este determinaba lo que habría de hacer con ellos. Tras la liberación de Francia, se internó brevemente en Gurs a prisioneros de guerra alemanes, colaboracionistas franceses y combatientes españoles que habían participado en la resistencia contra la ocupación alemana, pero cuya decidida voluntad de terminar con la dictadura fascista impuesta por el general Francisco Franco los hacía peligrosos a los ojos de los Aliados, antes de su cierre definitivo en 1946. 

El campo de Gurs permaneció en funcionamiento durante siete años, de 1939 a 1946, constituyendo el de mayor duración e importancia de Francia.

## Ubicación
Fue construido en el valle del río Gave d'Oloron junto a la localidad de Gurs, en la región de Aquitania del departamento de los Pirineos Atlánticos, 84 kilómetros al este de la costa atlántica y 34 kilómetros al norte de la frontera española.
Para el emplazamiento se eligió un cerro alargado, con el lomo plano, de tierra arcillosa, cuya utilidad agrícola era prácticamente nula: algo de maíz y dehesa para ganado vacuno. La construcción comenzó el 15 de marzo de 1939, y estaba aún incompleta cuando el primer grupo de refugiados vascos procedentes del campo de Argelès-Gazost, localidad situada cerca del santuario de Lourdes, llegó al mismo el 4 de abril.

## Características
El campo medía unos 1400 metros de largo y 200 de ancho, una superficie de 28 hectáreas. Una única calle lo atravesaba a lo largo. A ambos lados de esta calle se cercaron parcelas de 200 metros de largo y 100 de ancho, llamadas îlots ("islotes"), siete a un lado y seis al otro. Las parcelas estaban separadas de la calle y entre sí por alambradas. Estas eran dobles por la parte trasera, formando un pasillo por el que circulaban los guardias del exterior. Nunca estuvieron electrificadas ni tampoco hubo puestos de vigilancia.
En cada parcela se montaron 30 barracones, en total 382. Este tipo de barracones había sido inventado por el ejército francés durante la Primera Guerra Mundial. Instalados entonces cerca del frente pero fuera del alcance de la artillería enemiga, servían para acoger durante unos pocos días a los soldados que llegaban de sus cuarteles y esperaban la asignación de la trinchera que habían de defender. Estaban construidos con delgadas tablas de madera y cubiertos con tela embreada, siendo todos de construcción y tamaño idénticos. No estaban provistos de ventanas ni de otra ventilación. No protegían del frío y pronto la tela embreada se fue deteriorando, dejando entrar el agua de la lluvia. No existían armarios y se dormía sobre sacos llenos de paja colocados sobre el suelo. Cada barracón tenía una superficie de 5 por 30 metros y en ocasiones de máxima ocupación del campo, en cada barracón llegaron a alojarse 60 personas.
La comida era escasa y pésima, uno de sus internos refería:

Vivíamos tan mal que estuvimos ocho días en huelga de hambre y aquel que comía algo acababa en el hospital de Pau de la paliza que le daban. Y acabaron setenta. Cuando nos prometieron mejoras, abandonamos la huelga y una hora después nos llevaron esposados a Burdeos a otro barracón peor.

Dormíamos encima de sacos de paja o en el suelo, comíamos raíces y el miedo era permanente. (...) Venían a llevarse a los judíos a Auschwitz. Siempre temíamos que venían a por alguno de nosotros.

No había servicios sanitarios regulares, ni existía agua corriente ni saneamiento. El campo no estaba drenado. Debido a la cercanía del Atlántico, la zona recibe mucha lluvia, lo que hacía que el campo arcilloso fuese, exceptuando los meses de verano, un permanente barrizal. Los reclusos, con las pocas piedras que encontraban, construían sendas para atajar malamente el problema del barro. Trozos de alambre que habían sido desprovistos de sus espinos, se tendieron entre los barracones, los aseos y los retretes para, a modo de barandilla, facilitar el tránsito de las personas.
En cada îlot existían rudimentarios aseos, no muy distintos de abrevaderos para animales, y un tablado de unos 2 metros de altura, a los que se accedía mediante peldaños y sobre los que estaban construidos los retretes. Debajo de este tablado estaban colocadas grandes tinas que recogían los excrementos. Una vez llenas, eran transportadas en carros fuera del campo. Las alambradas tenían una altura de 2 metros; no estaban electrificadas, ni había torres de vigilancia con guardias apuntando sus ametralladoras a los internados. El régimen de internamiento era distinto al de un campo de concentración de los considerados como de trabajo o de exterminio; no se realizaban trabajos forzados, no hubo ejecuciones ni sadismo por parte de los guardias.
Alrededor del campo se construyeron las dependencias para alojar a la administración y al cuerpo de guardia. La administración y custodia del campo estuvo bajo mando militar hasta el otoño de 1940, pasando a la administración civil al instalarse el régimen de Vichy.

## Internados

### Exilio republicano español

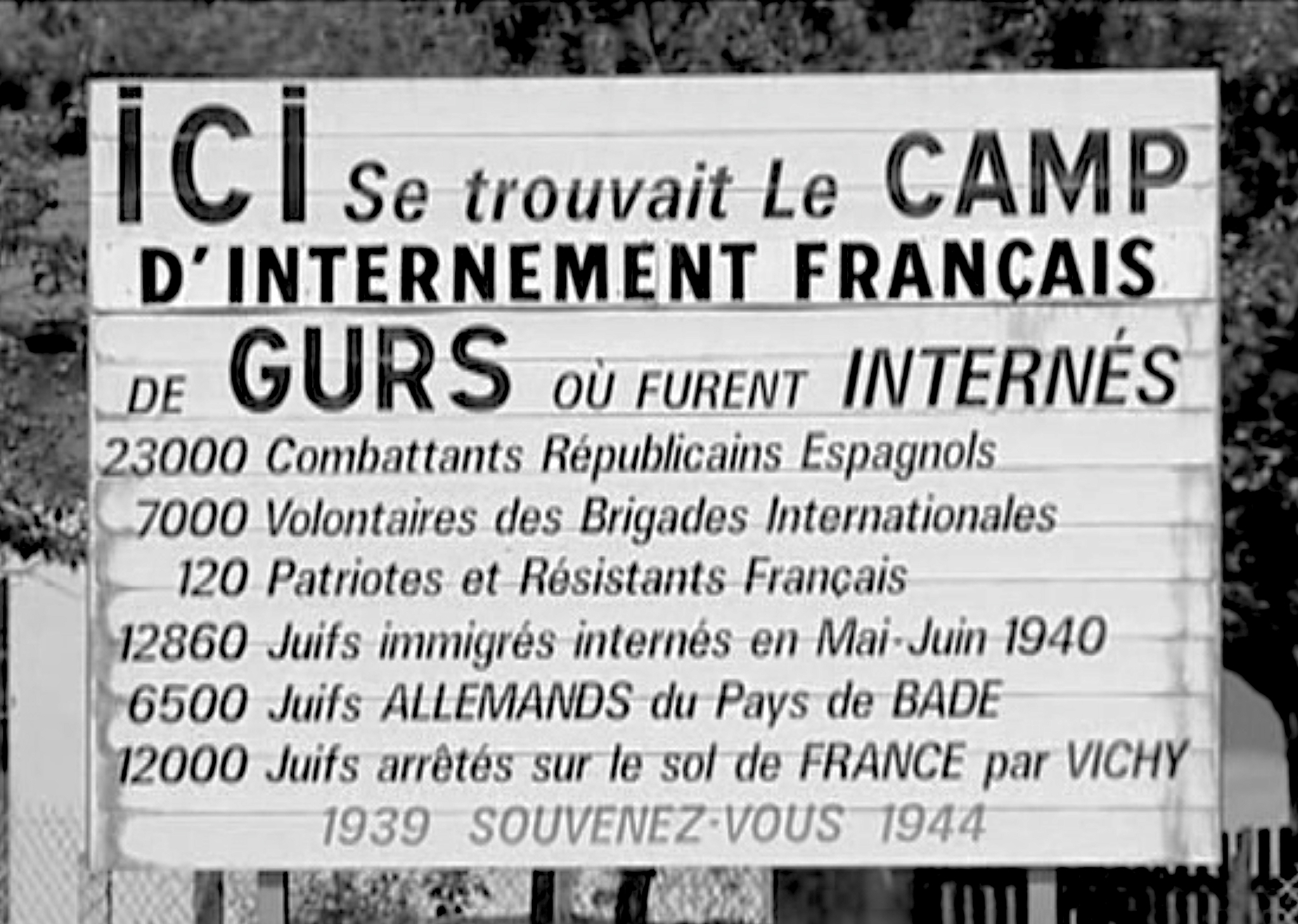
Cartel erigido en 1980

Los reclusos exiliados que llegaron por causa de la guerra civil española, fueron diferenciados en cuatro grupos con denominaciones francesas, aquí traducidas al español:
BrigadistasHabían pertenecido a las Brigadas Internacionales luchando por la República española. Por sus nacionalidades (alemana, austríaca, checa, etc.) no les era posible volver a sus países de origen. Unos consiguieron huir y otros acabaron por alistarse en la Legión Extranjera francesa. Fueron el segundo grupo más numeroso en la primera etapa del campo.
VascosEran principalmente miembros del Ejército Vasco que habían sido rescatados del cerco de Santander (véase Batalla de Santander) y trasladados por mar a la zona republicana, continuaron la lucha contra el franquismo fuera de su tierra. Como el propio Ejército Vasco, su composición ideológica era plural, aunque dominada por el PNV. Por la cercanía en Gurs con su tierra de origen, prácticamente todos consiguieron encontrar pronto avales que les permitieron abandonar el campo y buscar trabajo y refugio en Francia.
El Gobierno francés había concebido el campo para concentrar a refugiados vascos. El grupo más numeroso, unos cinco mil, procedía del subcampo «Gernika Berri» del campo de Argelès-sur-Mer encabezados por el antiguo capitán del ejército republicano Martín Soler Zanguitu; el 10 de mayo de 1939 había en Gurs 18 985 prisioneros, de los que 6555 eran vascos. A través del capellán Iñaki de Azpiazu, contactaron con el Gobierno Vasco en el exilio, con el apoyo de Telesforo Monzón, consejero de Gobernación y de Seguridad Ciudadana del gobierno de José Antonio Aguirre. El Gobierno Vasco confió la dirección del contingente vasco al comunista Celestino Uriarte.
Posteriormente, la mitad de los vascos fueron trasladados a fábricas cercanas a París, a realizar trabajos en la Línea Maginot o al frente, bajo la amenaza de la repatriación a la España franquista. En junio de 1940 solo quedaban unos 800 prisioneros y ante el avance alemán abandonaron el "Islote C", donde estaban concentrados, y emigraron en su mayoría a Sudamérica, estableciendo colonias de exiliados vascos en dichos países. Muchos de los miembros trasladados a la Línea Maginot (como Marcelino Bilbao Bilbao y José María Aguirre Salaberría) fueron hechos prisioneros por los nazis y acabaron en el campo de concentración de Mauthausen, campo en el que los exterminaron o los tuvieron cautivos durante cinco años.
AviadoresEran miembros del personal de tierra de la aviación republicana. Al tener oficio mecánico, les resultó fácil encontrar empresarios franceses que, al darles trabajo, les permitió abandonar el campo.
EspañolesPersonas de nacionalidad española que no encajaban en alguna de las anteriores categorías. Eran en su mayor parte agricultores y de oficios poco reclamados. No tenían a nadie en Francia que se interesase por ellos. Eran una carga para el gobierno francés y por ello este les animó, de acuerdo con el gobierno franquista, a que volviesen a España. Así lo hizo la gran mayoría, siendo entregados en Irún a las autoridades franquistas, desde donde eran trasladados al campo de Miranda de Ebro para su "depuración de responsabilidades políticas".

### Los "indeseables"
Al comenzar la Segunda Guerra Mundial, el gobierno francés decidió emplear también el campo para alojar a ciudadanos de países enemigos. El primer contingente de los mismos, casi en su totalidad mujeres y niños, llegó a Gurs el 21 de mayo de 1940, once días después de que el gobierno alemán iniciase su campaña occidental con la invasión de los Países Bajos. A los españoles y brigadistas que aún permanecían en el campo, se sumaron:
- alemanes que se encontraban en Francia, sin importar su etnia ni orientación política, en condición de extranjeros ciudadanos de una potencia enemiga. Entre ellos destacaba el importante número de judíos alemanes que habían huido precisamente del régimen nazi;
- ciudadanos de países que estaban en la órbita del Reich, como Austria, Checoslovaquia, Italia o Polonia;
- activistas franceses de izquierda (sindicalistas, socialistas, anarquistas y, especialmente, comunistas), a los que se tenía por peligrosos ante el pacto soviético-alemán; los primeros de estos llegaron el 21 de junio de 1940, y la mayoría fue reubicada en otros campos antes del fin del mismo año;
- pacifistas que se negaban a trabajar en la industria de guerra;
- representantes de la extrema derecha francesa que simpatizaban con el régimen nazi;
- presos comunes evacuados ante el avance alemán de cárceles situadas en el norte del país;
- presos en espera de juicio por delitos comunes.

A diferencia de los refugiados españoles, por los que se había sentido generalmente simpatía, los internos de la segunda oleada fueron conocidos como "les indésirables", (los indeseables) por los habitantes de las localidades cercanas al campo.

### Régimen de Vichy
Con el armisticio entre Francia y Alemania en junio de 1940, la región en la que se hallaba situado el campo formó parte del territorio gobernado por el gobierno de Vichy, pasando a la autoridad civil. El comandante militar, antes de entregar el mando, quemó los archivos para dificultar al nuevo gobierno francés la localización y persecución de los muchos reclusos que, avisados del cambio de mando, habían huido, desapareciendo entre la población francesa que les dio cobijo. Pero, por otro lado, al ser quemados los archivos, tras finalizar la guerra a muchos ex-reclusos les fue difícil reclamar las compensaciones que les correspondían por haber estado encerrados.
Los alemanes afines del régimen nazi fueron liberados entre el 21 de agosto —fecha de la llegada a Gurs de la comisión inspectora enviada por el gobierno alemán— y octubre. El gobierno de Vichy utilizó a continuación el campo de Gurs para encerrar en él a:
- disidentes políticos;
- judíos no nacionalizados franceses;
- judíos alemanes deportados por las SS desde Alemania;
- personas que habían cruzado ilegalmente la frontera desde la zona ocupada por los alemanes;
- españoles que huían de la España franquista;
- españoles que ya habían estado en el campo y, liberados en el otoño de 1940, vagaban por el país sin tener ocupación;
- españoles procedentes de otros campos que tuvieron que ser clausurados por hacerse inhabitables o a causa de su escaso contingente;
- apátridas;
- personas del entorno de la prostitución;
- homosexuales;
- personas de etnia gitana;
- indigentes.

### Judíos deportados de Baden
En octubre de 1940 llegó la época más penosa del campo. El Gauleiter ("gobernador") nazi de la región de Baden en Alemania había sido nombrado también Gauleiter de la vecina región francesa de Alsacia. En Baden residían unos 7500 ciudadanos alemanes de origen o religión judía; pertenecían a la clase medía, empleados principalmente en el sector de servicios como sanidad, banca y comercio, y antiguos funcionarios que habían sido apartados por pertenecer a este grupo. Eran en gran parte personas mayores, muchos ya jubilados, puesto que los hombres jóvenes y de edad media habían huido de Alemania o habían desaparecido en los campos de concentración nazis.
Al tener el Gauleiter noticia de que el campo de Gurs estaba muy vacío, el 22 de octubre de 1940 ordenó realizar una evacuación forzosa de unos 6000 judíos a Gurs en la llamada Operación Bürckel, quedando encerrados allí bajo administración francesa. Durante el año que permanecieron en el campo, más de un millar pereció víctima de enfermedades, mala nutrición y pesimismo. La avanzada edad, arrancados de su entorno, el presentimiento de que acabarían siendo trasladados a campos de concentración polacos, restó a muchos el deseo de luchar por sobrevivir.
Unos 700 lograron escapar y casi 2000 obtuvieron finalmente visados que les permitieron emigrar [cita requerida]. Los restantes 5.500 acabaron siendo trasladados a los campos de concentración de Polonia que se convirtieron poco después en campos de exterminio [cita requerida].
La deportación de los judíos alemanes a Gurs en octubre de 1940 es un caso extraño en la historia del holocausto. Se trata de la única deportación de judíos realizada hacia el oeste de Alemania por el régimen nazi. No se han obtenidos notas precisas sobre los motivos de esta deportación. Solo existe la sospecha de que pudiera haberse tratado de poner en marcha el llamado Plan Madagascar, que preveía trasladar a toda la población judía de Europa a la isla homónima. En este caso, esta deportación fue a su vez el único intento conocido de llevar este plan adelante. Pero lo más probable fue que el Gauleiter Bürckel quiso cumplir rápidamente y a rajatabla el deseo de Hitler de no ver más judíos alemanes en Alemania, realizando por su cuenta de modo tan criminal la consigna "Dem Führer entgegen arbeiten" (Trabajar a favor del Führer) [cita requerida].

## La vida en el campo
No era difícil huir del campo: ni las alambradas eran muy densas ni la vigilancia muy severa. Pero mal vestidos, sin dinero, sin conocimiento del idioma del país, los que huían eran pronto encontrados y devueltos al campo. Aquí eran internados como castigo durante un tiempo en el ilot llamado "de los represaliados". En caso de reincidencia, eran enviados a otro campo. Pero cuando se contaba con ayuda exterior, la huida, en especial a Marsella, ciudad en la que existía un eficiente servicio para facilitar la huida a España, Portugal y norte de África, financiado por organizaciones estadounidenses, tenía éxito. Fueron 755 los que lo tuvieron.

### Cultura
De 1939 a otoño de 1940, el idioma que dominó en el campo fue el español debido a la gran presencia de exiliados republicanos españoles, lo que favoreció su unidad para realizar actos, pese a que cada "islote" estaba incomunicado oficialmente del resto.
Los reclusos vascos crearon una orquesta y construyeron un campo de deportes. El 14 de julio de 1939, fiesta nacional francesa, los 17.000 internados se formaron marcialmente en el campo de deportes y cantaron La Marsellesa, ofreciendo a continuación demostraciones deportivas y conciertos de coro e instrumentales. Posteriormente, con la llegada de los "indeseables" a partir de marzo de 1941, el idioma que dominaba era el alemán. Entre ellos se encontraban numerosos artistas que aportaron su quehacer a los "centros culturales" que se habían ido creando en una barraca de cada "islote" en los que se realizaban representaciones musicales y teatrales e incluso se impartían clases y se daban charlas sobre "educación sexual". En la semana del 10 al 17 de agosto de 1939 funcionaron 9 Barracones de Cultura en los que se impartieron 110 clases con 3.883 alumnos. Tras el verano de 1942, al incrementarse las deportaciones, la "actividad artística" decreció.
Los alemanes de las Brigadas Internacionales editaron un periódico en alemán con el nombre de Lagerstimme K.Z. Gurs del que hubo más de 100 ediciones. Los habitantes de los lugares vecinos podían acercarse al campo y vender alimentos a los reclusos. Durante algún tiempo, el comandante permitió que unas mujeres recluidas alquilasen un carro con caballo y les dejaba salir del campo y comprar más económicamente provisiones. Había servicio de correo y también, ocasionalmente, se permitían las visitas.
Entre los reclusos ilustres de este campo destaca Hannah Arendt, teórica política judía o el escritor Jean Améry (seudónimo de Hans Mayer). Numerosos testimonios relatan las penalidades sufridas en este campo.

## Organizaciones de ayuda
Al poco de llegar los primeros vascos en 1939, el Gobierno Vasco en el exilio auxilió muy eficazmente a su gente y a partir del 20 de diciembre de 1940, varias organizaciones comenzaron a socorrer a los internados, así el Socorro Suizo, organizaciones judías francesas toleradas por el régimen de Vichy y organizaciones protestantes, como los cuáqueros, la CIMADE y la YMCA. A pesar de encontrarse situado el campo en una zona en la que los habitantes en su gran mayoría profesan el catolicismo, ni una sola organización católica ofreció su ayuda a los recluidos. El 15 de febrero de 1941 se sumaría la Œuvre de Secours aux Enfants ("Obra de Socorro a los Niños"), que instalaría un puesto médico y obtendría permiso para retirar de Gurs a numerosos niños, a los que alojaría en casas particulares en toda Francia.
En septiembre de 1942, la resistencia asaltó la armería del campo, llevándose el botín obtenido en un camión.

## La liberación
Al retirarse los alemanes de la zona a causa del avance de la invasión aliada en Francia, los nuevos responsables franceses encerraron en Gurs a paisanos acusados de colaborar con los ocupantes alemanes y también a españoles que, habiendo encontrado refugio en Francia y luchado en la resistencia francesa contra la ocupación alemana, pretendían ahora entablar un conflicto armado en la frontera franco-española. No interesando a Francia enfrentarse con Franco, tuvo durante un corto tiempo encerrados a estos españoles en Gurs. Según el historiador francés Claude Laharie, tras el fracaso de la Operación Reconquista llevada a cabo por el maquis, 1.475 guerrilleros fueron internados brevemente en Gurs en 1945. Brevemente alojó también a prisioneros de guerra alemanes.

## Historia posterior
El campo fue desmantelado en 1946, cayendo en el olvido. El cerro se ha ido cubriendo de espesa vegetación, que aun así no consigue absorber las aguas que manan de la tierra arcillosa. Se ven unas pocas piedras que eran caminos y bases de los barracones y que durante algún verano grupos de jóvenes rescatan entre la maleza para poner en evidencia la miseria en la que unas 64.000 personas tuvieron que vivir en alguna de las varias épocas del campo.
En la región, el nombre de campo de Gurs es como una losa de piedra maldita clavada en el cerro del que pocos quieren acordarse, incluso en el resto de Francia. Las organizaciones judías mismas se avergüenzan de lo poco que hicieron por salvar la vida a los judíos encerrados en Gurs mientras esperaban ser trasladados a los campos de exterminio, ya que el campo siempre estuvo regido por el gobierno francés y con un poco de dinero para sobornar a los guardianes franceses y a los carabineros españoles en la cercana frontera española, un importante número de judíos habría podido salvar la vida, pasando a España y de aquí a Portugal o al norte de África.

### L'Amicale y L'Appel de Gurs
Al cumplirse en 1979 el 40 aniversario de la creación del campo, jóvenes de la región comenzaron a airear su historia olvidada mediante conferencias a las que invitaron a antiguos recluidos. El hecho tuvo amplia difusión en la prensa francesa, alemana y española; como consecuencia, al año siguiente se reunieron en Gurs los días 20 y 21 de junio un centenar de antiguos detenidos, llegados de numerosos países, así como personas que pertenecieron a la Resistencia francesa y supervivientes de campos de exterminio, creando la asociación L'Amicale de Gurs (Los Amigos de Gurs). Elaboraron el comunicado L'Appel de Gurs (La Llamada de Gurs), en el que destacan palabras como «... Gurs, símbolo de combate y de sufrimiento de los pueblos de Europa... Gurs, campo de concentración, llama a la vigilancia, a la unión, a la acción para que el hombre pueda vivir libre y digno».

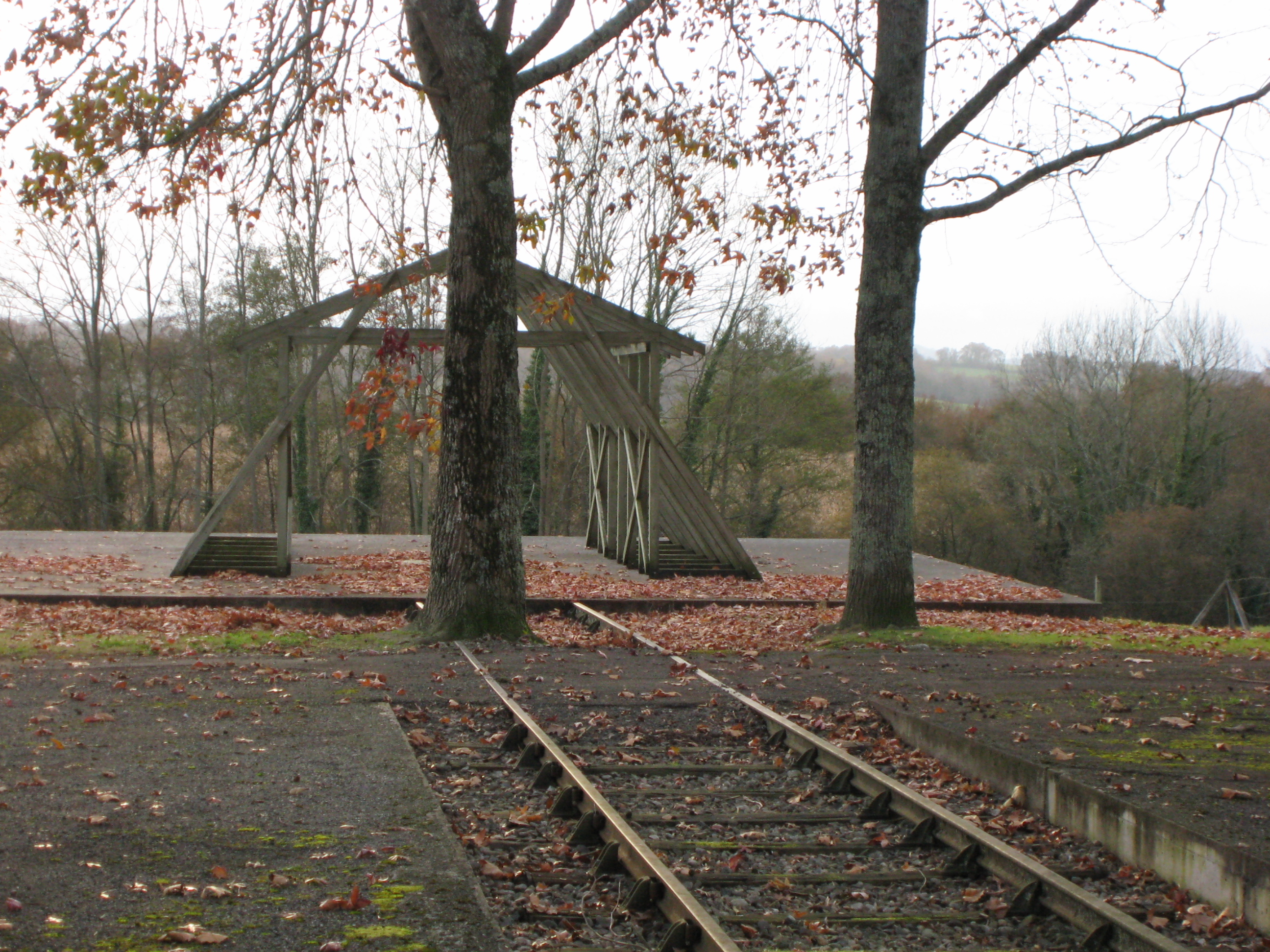
Recreación de un barracón y la vía férrea en recuerdo de los deportados que llegaban por tren

Desde esa fecha se celebra anualmente en Gurs una conmemoración en la que participan organizaciones judías, representantes de ciudades de Baden, exreclusos o sus familiares y personas de muchas otras nacionalidades que quieren hacer constar con su presencia la obligación, que debe pasar de generación a generación, de no olvidar los actos criminales de los regímenes dictatoriales que asolaron Europa durante el siglo XX.
Existe en el campo la reconstrucción de un pabellón de sección triangular, hecha con delgadas tablas de madera cubiertas con cartón embreado, como testimonio de los cientos de pabellones idénticos a este modelo que fueron vivienda de los encerrados. Unos monumentos recuerdan el campo de les Gursiens, como los encerrados eran llamados por los habitantes de los poblados cercanos y como ellos mismos, los encerrados, acabaron por denominarse.

### Cementerio
Con la agreste vegetación que oculta el campo que estuvo ocupado por los îlots contrasta la placidez del gran cementerio judío costeado y exquisitamente cuidado por las ciudades alemanas de las que eran habitantes los judíos alemanes deportados.
La asociación francesa de comunidades judías de los Bajos Pirineos, que tras la liberación en 1944 se hizo cargo en un principio del mantenimiento del cementerio, colocó en él un monumento a la memoria de las víctimas. Pero el cementerio quedó de año en año cada vez más descuidado. El alcalde de Karlsruhe, al recibir noticia de este hecho en el año 1957, tomó la iniciativa de que su ciudad había de hacerse cargo de la conservación del cementerio, siendo apoyado por las asociaciones judías de Baden.

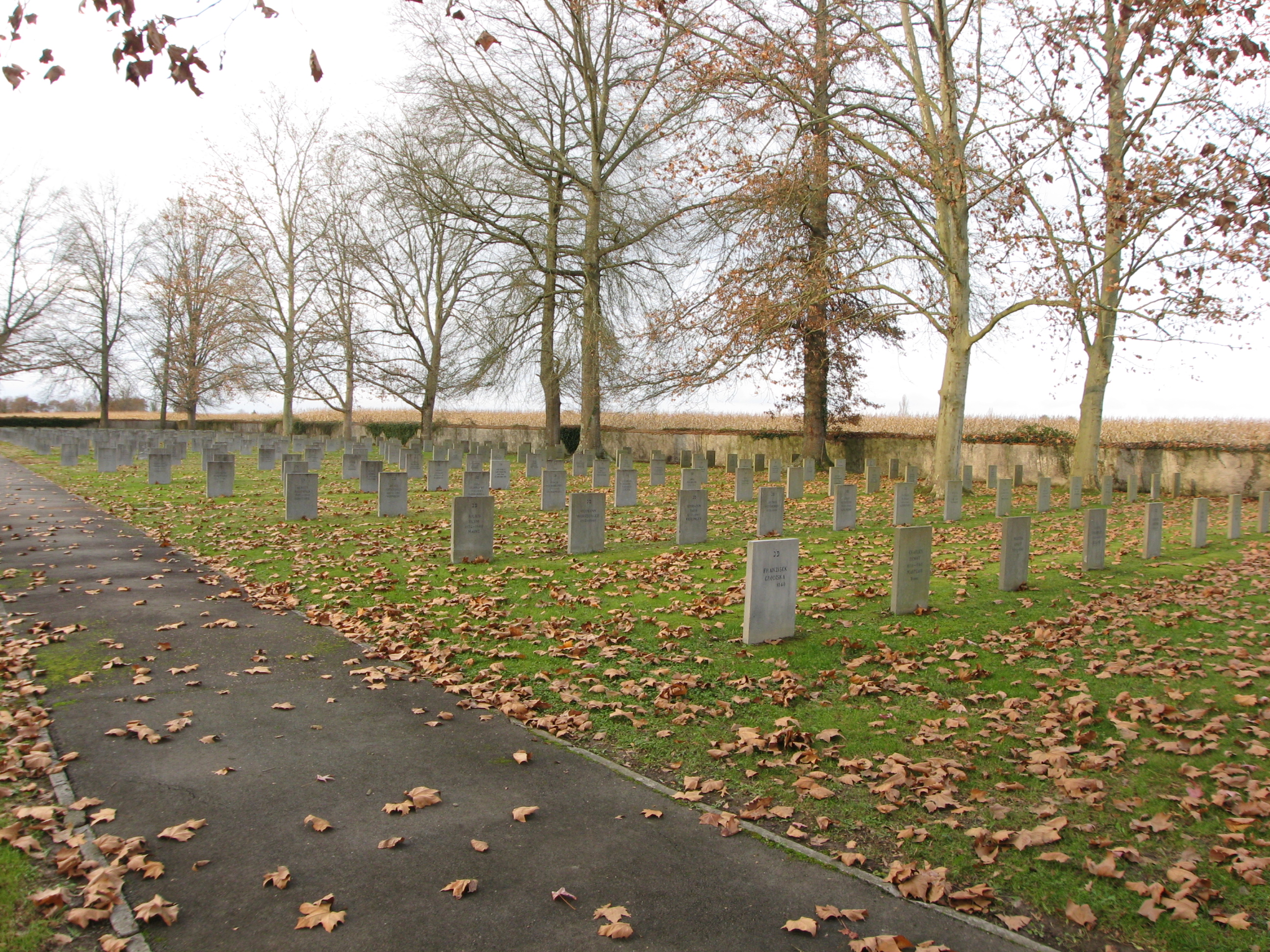
Parte del cementerio

Contactó para participar en el proyecto con las localidades de Baden de las que habían sido deportados sus ciudadanos judíos a Gurs. El Estado francés, a su vez, hizo entrega del cementerio durante una duración de 99 años al órgano superior de las asociaciones judías de Baden. Restaurado, fue abierto el 26 de marzo de 1963. Las ciudades alemanas de Karlsruhe, Friburgo, Mannheim, Heidelberg, Pforzheim, Constanza y Weinheim costean la conservación del cementerio.
Desde el año 1985 existe en el campo un memorial de los combatientes de la guerra civil española internados en él, y en el cementerio se encuentran enterrados en una separata fallecidos de este grupo de internados. En el año 2000, el Volksbund Deutsche Kriegsgräberfürsorge renovó en profundidad el cementerio.

### Homenajes

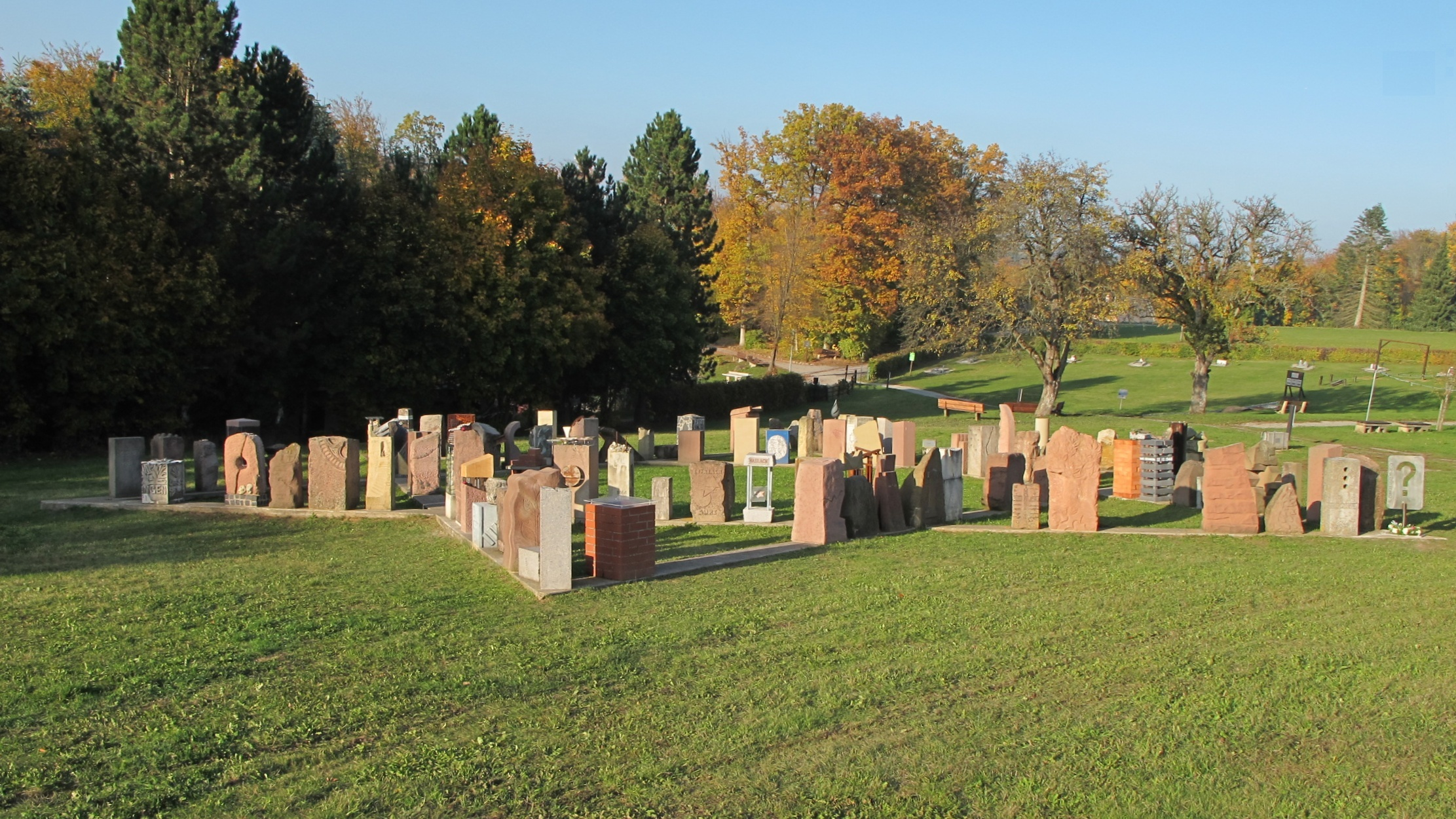
Monumento conmemorativo de Neckarzimmern

El 23 de octubre de 2005, se inauguró en la localidad alemana de Neckarzimmern un
monumento conmemorativo para recordar a los judíos de Baden, Palatinado y el Sarre que fueron internados en el campo de Gurs.
El Gobierno Vasco realizó un homenaje en mayo de 2006 a los recluidos vascos en el Campo de Gurs, en el que se plantó un retoño del Árbol de Guernica, como símbolo de paz y se colocó una placa conmemorativa, realizada por Néstor Basterretxea. Este homenaje se sitúa dentro del contexto del proceso de recuperación de la memoria histórica, surgido en España a principios del siglo XXI.

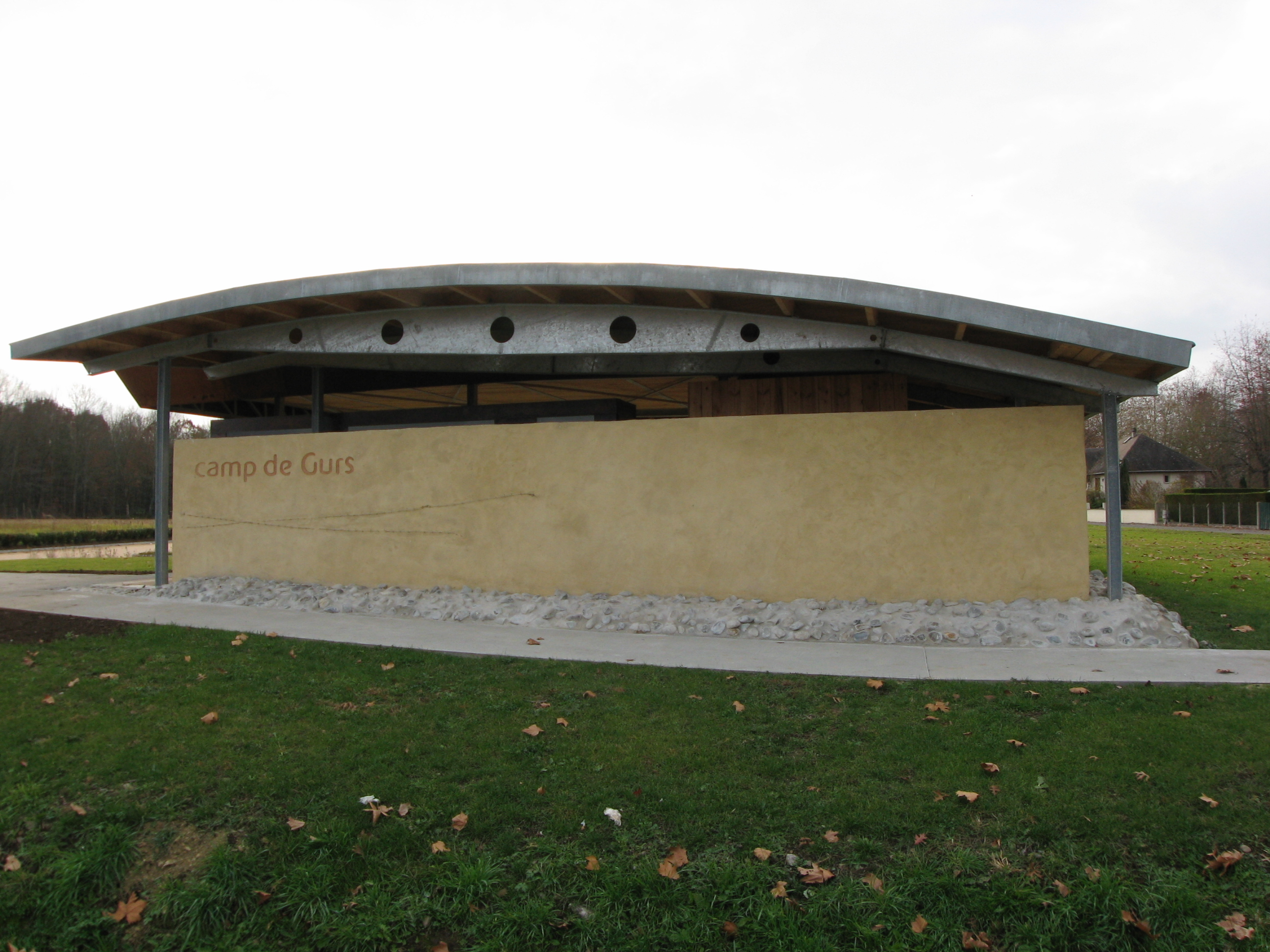
Memorial, Gurs, 2007

Se construyó además como homenaje un ancho paseo con columnas paralelepípedas a los dos lados mostrando los nombres de muchos de los internos.

## Cifras de internados en el campo de Gurs
| "Brigadistas" | 6.808  |
| "Aviadores"   | 5.397  |
| "Españoles"   | 12.315 |
| Total         | 24.520 |

| Total | 2.820 |

| Españoles             | 3.695  |
| Alemanes y austríacos | 9.771  |
| Franceses             | 1.329  |
| Total                 | 14.795 |

| Alemanes de Baden                | 6.538  |
| Procedentes del campo de Cyprien | 3.870  |
| Españoles                        | 1.515  |
| Otros                            | 6.262  |
| Total                            | 18.185 |

| Total | 229 |

| Prisioneros de guerra alemanes           | 310   |
| Españoles antifranquistas                | 1.475 |
| Colaboradores con los ocupantes alemanes | 1.585 |
| Total                                    | 3.370 |

| Total antes de la liberación             | 60.559 |
| Total después de la liberación           | 3.370  |
| Total de personas internadas (1939-1945) | 63.929 |